# Staatsbetrieb Sächsische Informatik Dienste
Der Staatsbetrieb Sächsische Informatik Dienste (SID) ist seit 2008 der zentrale IT-Dienstleistungsbetrieb für die sächsische Landesverwaltung. An den Standorten in Dresden und Kamenz sind 426 Mitarbeiterinnen und Mitarbeiter beschäftigt (Stand 31. Dezember 2023).
Der SID ist eine nachgeordnete Behörde der Sächsischen Staatskanzlei (SK). Das Referat 43 der SK hat die Fachaufsicht über den SID. Artikel 108 des Grundgesetzes unterstellt den Unternehmensbereich Landesrechenzentrum Steuern als Oberbehörde dem Sächsischen Staatsministerium der Finanzen.

## Aufgaben
Der Staatsbetrieb SID erbringt gemäß VwV SID vom 5. April 2019 IT-Leistungen im Auftrag der Staatskanzlei, der Staatsministerien und deren Geschäftsbereiche auf der Grundlage von Leistungsvereinbarungen mit den Behörden und Einrichtungen der Staatsverwaltung. Darin werden auch die Höhe und Modalitäten der Kostenübernahme vereinbart. Dies gilt auch für diejenigen IT-Aufgaben, die dem Staatsbetrieb SID dem Grunde nach durch Rechtsvorschrift zugewiesen sind.
Zuständigkeitsbereiche:
- IT-Beratung
- Vergabe von IT-Leistungen
- Planung, Test, Betrieb, Wartung und Pflege der IT-Infrastruktur
- Entwicklung, Test, Verfahrensbetrieb und -Betreuung übergreifender IT-Verfahren
- Entwicklung, Test, Verfahrensbetrieb und -Betreuung fachspezifischer IT-Verfahren
- Computer Emergency Response Team des Freistaates Sachsen (SAX.CERT)
- Sächsisches Verwaltungsnetz (SVN)
- Scan- und Druckdienstleistungen

## Geschichte
Gegründet wurde der SID auf Grundlage einer gemeinsamen Verwaltungsvorschrift sächsischer Staatsministerien und der Staatskanzlei über die Errichtung des Staatsbetriebes Sächsische Informatik Dienste (VwV SID) vom 27. November 2007. Zum 1. Januar 2008 erfolgte die Migration der Rechenzentren des Sächsischen Staatsministeriums für Umwelt und Landwirtschaft in Lichtenwalde, des Statistischen Landesamtes des Freistaates Sachsen in Kamenz, der sächsischen Steuerverwaltung sowie wesentlicher Teile des IuK-Systemzentrums der damaligen Landespolizeidirektion Zentrale Dienste in Dresden in den SID. Mit dem zusätzlichen Aufbau einer Zentrale in Dresden wurde die Betriebsfähigkeit als Staatsbetrieb hergestellt.
Am 1. September 2012 übernahm Sebastian Kiebusch die Geschäftsführung des Staatsbetriebes.
Vorerst existierten die ehemaligen IT-Abteilungen als Niederlassungen mit jeweils eigener Organisationsstruktur unter der Zentrale weiter. Im Jahr 2012 erstellte der SID zusammen mit dem verantwortlichen Sächsischen Staatsministerium der Justiz und für Europa – basierend auf den Ergebnissen einer Organisationsuntersuchung – ein Konzept zur Neuausrichtung des Staatsbetriebes. Die anschließende Reorganisation mit schrittweiser Umsetzung einer neuen Aufbauorganisation und ein darauf folgendes Nachziehen der Ablauforganisation ergab ein Organigramm, mit welchem sich der SID funktional strukturiert und standortübergreifend aufstellte.
Am 1. Dezember 2015 wurde die gemeinsame Kabinettsvorlage „SID 2025“ der Sächsischen Staatskanzlei und des Sächsischen Staatsministeriums des Innern, die auch eine Neufassung der VwV SID beinhaltete, beschlossen. Mit der gleichzeitig vom Kabinett bestätigten Vorlage zum zentralen Rechenzentrum des Freistaats ist der Weg zu einer weitreichenden Konsolidierung in der Informationstechnik der Landesverwaltung vorgezeichnet. Das zentrale Rechenzentrum sowie der dazugehörige Backup-Standort sollen durch den SID betrieben werden.
Auf Grundlage des Kabinettsbeschlusses 06/0178 erfolgte noch im Dezember 2015 die Überführung des Fachbereichs Betrieb und Verfahren Polizei in das zwischenzeitlich neu entstandene Polizeiverwaltungsamt. Zum 1. Mai 2018 waren die Ressourcen des SID-Standortes Lichtenwalde in den Zuständigkeitsbereich des Sächsischen Staatsministeriums für Umwelt und Landwirtschaft zu überführen.
Auf Beschluss der Sächsischen Staatsregierung wurde zum 1. August 2018 die Zuständigkeit für „Verwaltungsmodernisierung und IT“ und damit auch für „E-Government“ vom Sächsischen Staatsministerium des Innern auf die Sächsische Staatskanzlei übertragen. Damit wird seitdem auch die Dienst- und Fachaufsicht über den SID durch die Staatskanzlei ausgeübt. Mit der neuen Zuständigkeit soll das Ziel der Staatsregierung, den SID zu einem leistungsfähigen und innovativen, zentralen IT-Dienstleister fortzuentwickeln, in seiner Bedeutung für den Freistaat Sachsen unterstrichen werden.
Am 19. März 2019 behandelte das sächsische Kabinett einen Bericht der Sächsischen Staatskanzlei zur Stärkung des SID einschließlich der neuen VwV SID vom 5. April 2019, welche am 2. Mai 2019 veröffentlicht wurde.